# HD 57517
HD 57517，又名BD-08 1862，SAO 134563、HR 2798，是一颗恒星，视星等为6.55，位于銀經224.24，銀緯2.51，其B1900.0坐标为赤經7h 16m 28.7s，赤緯-8° 2.51′ 10″。